# Rejon izmałkowski
Rejon izmałkowski (ros. Измалковский район) – jednostka administracyjna w Rosji, w zachodniej części obwodu lipieckiego.
Centrum administracyjnym rejonu jest sieło Izmałkowo.

## Geografia
Powierzchnia rejonu wynosi 1117,91 km².
Graniczy z obwodem orłowskim oraz rejonami obwodu lipieckiego: jeleckim, stanowlańskim i dołgorukowskim.
Główne rzeki to: Bystraja Sosna i Worgoł.

## Demografia
W 2006 roku rejon liczył 17 900 mieszkańców, zamieszkałych w 120 miejscowościach.

## Podział administracyjny
Rejon jest podzielony na 13 wiejskich jednostek administracyjnych:
- izmałkowska
- czernawska
- preczystińska – wieś Bykowo
- afanasjewska
- domowińska – wieś Miagkoje
- pietrowska – wieś Jasenok
- preobrażeńska
- słobodska
- piatnicka
- lebiażeńska
- wasiljewska – wieś Głotowo
- ponomariowska – wieś Niedochodowka
- rowieńska

## Miejscowości rejonu
- wieś Izmałkowo
- osiedle Czerkaskie